# Lauri Hussar
Lauri Hussar (Võru, 1973. szeptember 4.) észt újságíró, médiaszemélyiség és politikus, 2022 októberétől 2023 novemberéig az Észtország 200 (Eesti 200) párt elnöke, 2023. április 10-től az észt parlament, a Riigikogu elnöke.

## Életrajza

### Tanulmányai
1980−1991 között a Friedrich Reinhold Kreutzwaldról elnevezett 1. sz. középiskolában tanult Vőruban. 1991-től 1997-ig a Tartui Egyetemen tanult, ahol alapképzésben vallástudományt hallgatott. Egyetemistaként egyik újraalapítója volt 1994-ben az Arminia Dorpatensis keresztény diákszövetségnek. (A diákszervezetet eredetileg 1850-ben alapították és a Wingolfsbund német ernyőszervezethez tartozott.)

### Szakmai karrierje
Az egyetem után, 1998-tól a médiában dolgozott. 1998−2006 között a TV3 riportereként, szerkesztőjeként, valamint a csatorna híradójának műsorvezetőjeként dolgozott, majd 2004-től 2006-ig a TV3 híradójának főszerkesztője volt. 2006-tól 2016-ig az Észt Televízió és a Vikerraadio nevű közszolgálati rádiócsatorna műsorvezetője volt.
2016. március 14-től Észtország legnagyobb példányszámban megjelenő napilapja, a Postimees főszerkesztő-helyettese lett, majd néhány hónap múlva, 2016. június 14-től a lap főszerkesztőjévé nevezték ki. 2019. január 11-ig dolgozott a Postimeesnél. 2019-től médiatrénerként és tanácsadóként dolgozik.

### Politikai tevékenysége
2019 januárjában belépett a 2018 novemberében alakult Észtország 200 (észtül: Eesti 200) liberális politikai pártba. Ennek a pártnak a jelöltjeként indult a 2019-es észtországi parlamenti választáson, a 3. választókerületben (Tallinn Mustamäe és Nõmme kerületei). A választáson 1300 szavazatot kapott, de ezzel nem jutott mandátumhoz. (A választáson a párt 4,4%-os eredményt ért el, nem érte el az 5%-os bejutási küszönöt és nem szerzett egyetlen mandátumot sem.) 
A 2021-es észtországi önkormányzati választásokon az Eesti 200 listáján indult Viimsi községben önkormányzati képviselői helyért és a polgármesteri posztért is. A választáson az összes jelölt közül a legtöbb szavazatot kapta, majd a koalíciós megállapodás eredményeként Hussar lett Viimsi község képviselőtestületének elnöke.
2022. október 15-én őt választották meg az Észtország 200 párt elnökévé.
Az Észtország 200 párt elnökeként a 4. sz. többmandátumos választókerületben a pártlista első helyén indult a 2023-as észtországi parlamenti választáson, ahol 3343 szavazatot gyűjtve mandátumot szerzett.
2023. április 10-én, az új országgyűlés alakuló ülésén megválasztották a Riigikogu elnökévé. 2023 novemberében bejelentette lemondását a pártelnöki tisztségéről, hogy az Riigikogu elnökeként végzett munkájára összpontosíthasson.

## Magánélete
Nős, felesége 2008-tól Triin Hussar (született Triin Aasa) légiutaskísérő. Három gyermekük van.
Hobbija a kerékpározás.